# 에르데니 바가투르 콩타이지
에르데니 바가투르 콩타이지(몽골어: ??
ᠪᠠᠭᠠᠲᠤᠷ
ᠬᠣᠨ ᠲᠠᠶᠢᠵᠢ Erdeni Bagatur Qong Tayiji, 현대 몽골어: Эрдэнэбаатар хунтайж 에르데니바타르 훈타이지, 한국 한자: 额尔德尼巴图尔珲台吉 액이덕니파도이혼태길: ? - 1653년)는 오이라트부 초로스씨(綽羅斯氏 Чорос) 출신 귀족으로, 중가르 칸국의 창업군주로 여겨지는 인물이다. 본명은 쿠다쿠심(和多和沁)이다.
1640년 할하부 자사그투 칸부, 오이라트 각 부족을 소집하여 범몽골-오이라트 법전(蒙古衛拉特法典)을 편찬했다. 그러나 그가 칭기즈 칸의 직계후손이 아니라는 이유로 대칸으로 추대되지 못했다.

## 생애
중가리아 지역의 오이라트 4부족(이들을 집합적으로 중가르라고 한다)의 지도자 초로스부(綽羅斯 Чорос) 카르쿨 타이시의 아들로 태어났다. 1634년 부친이 죽자 그 지위와 뜻을 이어받아 오이라트 통일을 목표로 삼았다. 에르데니는 주로 유목하던 지역인 타르바가타이산맥 주변에서 세력을 규합했고, 서쪽의 카자흐인들과 여러 번 싸워 이겼다. 북쪽으로는 남시베리아를 통해 러시아와 접촉, 암염광에 대한 러시아의 접근을 허락함으로써 20년간의 분쟁을 끝내고 외교관계를 맺었다. 러시아와의 이 외교 관계는 에르데니의 치세 내내 지속되어 경제적으로 도움이 되었을 뿐 아니라 주변 유목민들에게 그의 권위를 세우는 데도 기여했다.
에르데니는 에밀강 유역 자이산호 남쪽, 오늘날의 중국 신강성 타청시 근교에 쿠박세라이라는 도시를 세워 수도로 삼고, 중가르 칸국 곳곳에 사찰을 세우며 백성들 사이에 불교를 진흥했다. 새로 세운 수도에 백성들을 정착시키며 농업과 소상공업(조적조, 야금 등)을 육성했다. 부친과 마찬가지로 에르데니 역시 청나라로부터 독립을 유지할 수 있을 정도로 강성한 국력을 원했다. 그래서 오이라트 부족들 사이의 권력을 자기 한 몸에게로 모으려 했으나 완전한 성공을 거두지 못했다. 예컨대 4부족 중 하나인 코슈트부는 에르데니의 장인 귀시 칸의 영도하에 티베트-청해 지역에 코슈트 칸국을 세우고 따로 놀았다. 하지만 그 외의 부족들은 어느 정도 장악에 성공했고, 중가르 칸국을 중앙아시아의 주요 세력으로 키워냈다.
달라이 라마 5세는 중가르 칸국이 흥성하는 것을 보고, 귀시 칸을 도와 겔룩파의 적들을 쳐부수라는 의도로 에르데니에게 콩타이지(부왕)의 작위를 내렸다.
에르데니와 중가르 칸국의 위신이 높아짐에 따라 에르데니는 1640년 할하부 자사그투 칸부 등을 소집, 일종의 범몽골주의적 동맹체를 기획했다. 오늘날의 중화인민공화국과 키르기스스탄 국경 근교에 있었다는 울란부라라는 곳에서 협상이 열렸다. 이 때 청나라에 칭신한 내몽골을 제외한 모든 몽골계 왕공들이 소집되었다. 이 자리에서 첫째로 제기된 것은 서쪽의 카자흐인이나 동쪽의 청나라로부터 몽골인을 지킬 수 있는 범몽골 동맹체가 필요하다는 것이었고, 둘째로 제기된 것은 그것과 동급으로 중요한 문제로, 부족간 분쟁이 생겼을 때 전쟁 이외에 해결할 방법을 고안하는 것이었다. 협상 결과 법전 초안이 작성되어 볼가강에서부터 동몽골에 이르는 지역에 사는 모든 몽골계 민족의 생활을 통치하는 체제를 세웠다. 이 법을 "44 대법규(Döchin Dörben Hoyar un Ike Tsagaza)" 또는 "할하-오이라트 법전" 혹은 "몽골-오이라트 법전"(蒙古衛拉特法典)이라고 했다.
그러나 범몽골 동맹을 만드는 것은 결국 실패했다. 칭기즈 칸의 직계후손을 자처하는 할하부는 오이라트부의 에르데니가 지도자가 되는 것을 받아들일 수 없었다. 그래서 에르데니는 할하-오이라트 법전을 만들고 티베트 불교를 몽골족의 국교로 삼는 것을 합의하는 선에서 만족해야 했다.
그 뒤로도 에르데니는 청나라의 중앙아시아 침탈을 대비해 권력을 규합하는 데 힘썼다. 1653년 죽고 3남 셍게 콩타이지가 승계했다.

## 참고 자료
- Bawden, Charles R. The Modern History OF Mongolia, The Praeger Asia-Africa Series, Frederick A. Praeger Publishers, New York, NY (1968).
- Bergholz, Fred W. The Partition of the Steppe: The Struggle of the Russians, Manchus, and the Zunghar Mongols for Empire in Central Asia, 1619–1758: A Study in Power Politics, American University Studies, Series IX, History, Vol. 109, Peter Lang Publishing, New York, NY (1993).
- Grousset, René. The Empire of the Steppes: a History of Central Asia, Rutgers University Press, New Brunswick, NJ (1970).
- Perdue, Peter C. China Marches West: The Qing Conquest of Central Eurasia, Belknap Press of Harvard University Press, Cambridge, MA (2005).